# Inés Madrigal
Inés Madrigal (* 1969 in Madrid) ist eine spanische Aktivistin aus der Bewegung der bebé robado (dt. „geraubten Babys“). Sie war die erste Spanierin, die einen Arzt wegen einer erzwungenen Adoption anzeigte. Ihr Fall lenkte den Blick der Öffentlichkeit auf einen angeblich systematischen Raub von Neugeborenen in der Zeit des Franco-Faschismus. 2019 stellte sich heraus, dass es sich in Madrigals Fall um keine Kindesentführung handelte.

## Leben
Inés Madrigal wuchs bei ihrer Adoptivfamilie Pérez auf, ohne zu wissen, dass es sich nicht um ihre leiblichen Eltern handelt. Ihre Mutter eröffnete ihr zu ihrem 18. Geburtstag, dass sie ihr Adoptivkind war. Sie sagte später, der Frauenarzt Eduardo Vela hätte ihr und ihrem Mann Inés „als Geschenk“ übergeben, da das Paar keine Kinder hätte bekommen können. Inés Madrigal war in der Klinik San Ramón in Madrid zur Welt gekommen, dort startete Madrigal auch ihre Nachforschungen zusammen mit ihrer Adoptivmutter. Diese war von einer legitimen Adoption ausgegangen. Obwohl alle Geburtsscheine gemäß den Bestimmungen vernichtet waren, fanden sie ein Geburtenregister, bei dem Eduardo Vela als behandelnder Arzt genannt wurde.
Inés Madrigal reichte 2012 Klage gegen den damals 85-jährigen Frauenarzt ein, da sie annahm, dass er sie 1969 nach ihrer Geburt ihrer leiblichen Mutter widerrechtlich wegnahm. Das Urteil wurde 2018 gesprochen und erregte große Aufmerksamkeit in Spanien und international. Der Fall lenkte den Blick auf die bis zu 300.000 Spanier, die laut den Opferorganisationen ihren leiblichen Eltern entzogen wurden.
Die Richter sprachen zwar den Frauenarzt schuldig, jedoch seien seine Vergehen nach dem spanischen Recht verjährt und er wurde nicht inhaftiert.
Inés Madrigal konnte 2019 im Alter von 50 Jahren durch einen DNA-Test ihre biologische Familie ermitteln. Sie stieß in einer privaten US-Gendatenbank auf einen Vetter zweiten Grades. Sie brachte in Erfahrung, dass ihre Mutter in ihrem Fall sie freiwillig zur Adoption frei gegeben hatte, womit sie nun doch nicht zu den „gestohlenen Kindern“ zählte. Die Gründe, warum der Arzt die Urkunde gefälscht hatte, bleiben daher unbekannt. Damit stellte sich der bekannteste Fall eines „bebé robado“ ein Jahr nach dem Urteil als falsch heraus. Dies erschwert nun die Anerkennung in anderen Fällen.
Madrigals Mutter starb 2013, jedoch konnte sie ihre vier Brüder ausfindig machen.